# Абхар
Абхар (перс. ابهر)  — місто на півночі Ірану, у провінції Зенджан за 90 км від міста Зенджан на обох берегах річки Абхар. Адміністративний центр шахрестану Абхар. Населення  — близько 72,4 тис. осіб (2006). Через місто проходить швидкісне шосе і залізниця Тебриз  — Тегеран. У Абхарі розташовано кілька вищих навчальних закладів, серед яких Університет Азад, Пайям-Нур та Сама.